# Frank Crowley (Politiker)
Frank Crowley (* 29. Mai 1939 in Banteer, County Cork, Irland; † 16. August 2022 in Cork) war ein irischer Politiker und Mitglied der Fine Gael. Er war von Juni 1981 bis Juni 1997 Teachta Dála (Abgeordneter) im Dáil Éireann, dem irischen Unterhaus des Parlaments (Oireachtas). 

## Leben
Crowley wurde 1974 in den Cork County Council gewählt und konnte diesen Sitz bis 2024 halten. 
Bei den Wahlen zum Dáil Éireann 1977 trat er ohne Erfolg im Wahlkreis Cork Mid an. Als für die Wahlen zum Dáil Éireann 1981 die Wahlkreise neuzugeschnitten wurden, kandidierte Crowley im Wahlkreis Cork North-West. Dort konnte er einen Sitz erringen und diesen bis 1997 halten.

## Privates
Frank Crowleys Vater Pat Crowley war auch kommunalpolitisch aktiv. Frank Crowley war seit 1967 mit Winifrid McCarthy verheiratet, mit der er zwei Kinder hatte.

## Einzelnachweis
1. ↑  Electionsireland.org: Frank Crowley

| Personendaten    | Personendaten                  |
| ---------------- | ------------------------------ |
| NAME             | Crowley, Frank                 |
| KURZBESCHREIBUNG | irischer Politiker (Fine Gael) |
| GEBURTSDATUM     | 29. Mai 1939                   |
| GEBURTSORT       | Banteer, County Cork, Irland   |
| STERBEDATUM      | 16. August 2022                |
| STERBEORT        | Cork, Irland                   |